# Forbo
 (mars 2016).

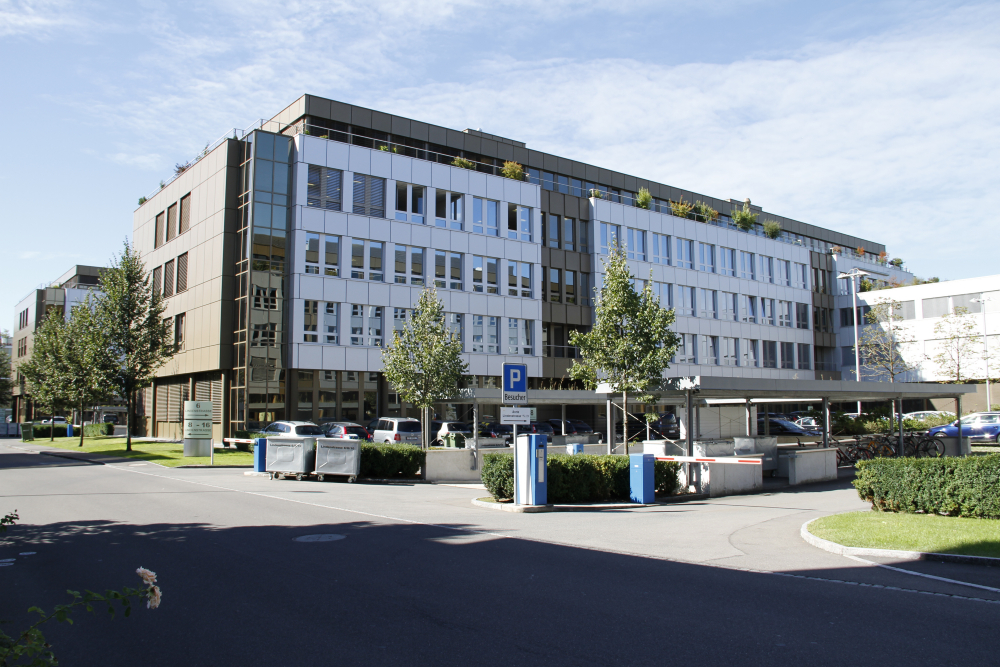
Le siège du groupe Forbo en SA se trouve à Baar dans le canton de Zug, Suisse.

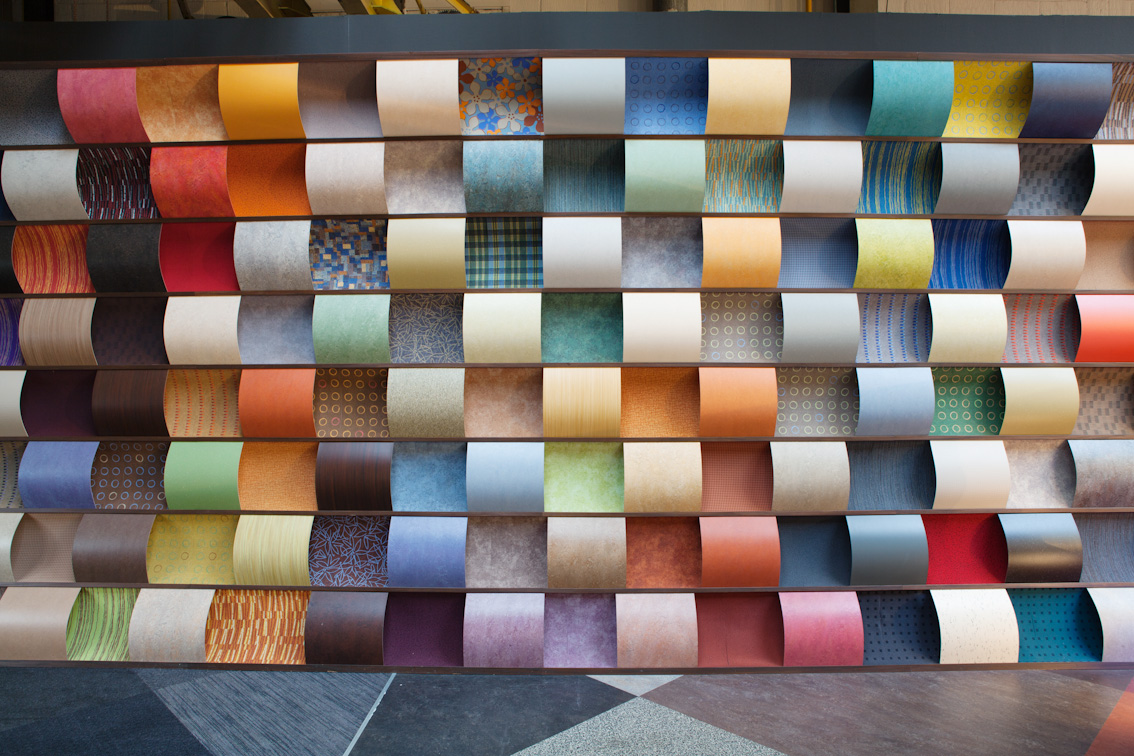
Forbo en vend des revêtements de sol et colles pour le bâtiment.

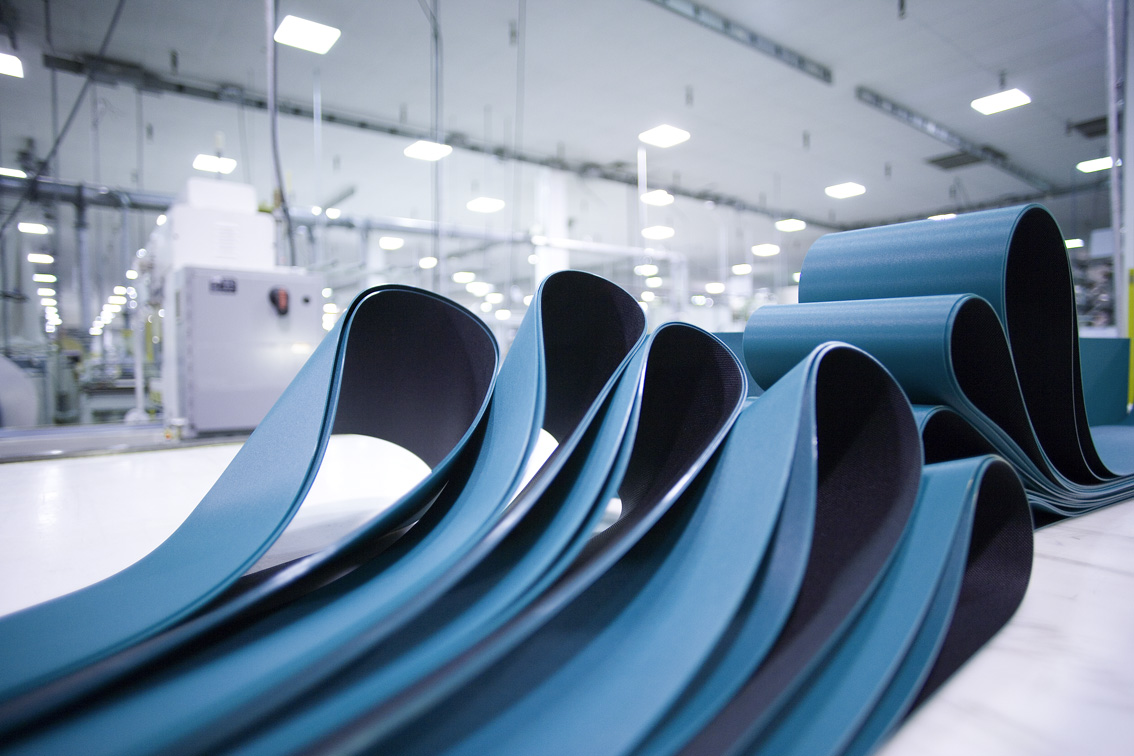
Forbo en s’est spécialisé dans les techniques d’entraînement et de transport léger.

Forbo Holding SA, dont le siège est implanté à Baar ZG dans le canton de Zug (Suisse), est un groupe international opérant dans la fabrication de revêtements de sol, de colles de construction et de techniques d’entraînement et de transport léger.
L’entreprise est cotée au SIX Swiss Exchange.

## Secteurs d'activités
Forbo regroupe deux secteurs d’activités : Forbo Flooring Systems et Forbo Movement Systems. Le secteur d’activités Flooring Systems commercialise des revêtements de sol tel que du linoléum ainsi que des colles et des outils pour la pose de sols. Le secteur Movement Systems est spécialisé en courroies d’entraînement, bandes de transport et de process, ainsi que bandes modulaires en matière synthétique, courroies dentées et courroies plates en matière synthétique.

## Histoire
Forbo naît en 1928 du regroupement de trois fabricants de linoléums, un allemand (Deutsche Linoleum-Werke A.G., Berlin), un suédois (Linoleum Aktiebolaget Forshaga) et un suisse (Linoleum AG Giubiasco) et est d’abord baptisé Continentale Linoleum Union ; selon ses propres dires, la nouvelle entreprise rassemble alors « environ 80 % de la production de linoléum en Europe continentale ».[réf. souhaitée] L’année suivante, l’entreprise Nederlandsche Linoleumfabriek (Pays-Bas) rejoint le groupe, puis d’autres entreprises d’Autriche, de France et de Lettonie. Pour des raisons politiques, la DLW (Allemagne) se retire de l’Union à la fin des années 1930.
À partir des années 1950, l’entreprise commercialise aussi des moquettes et des revêtements de sol en vinyle. Au début des années 1970, le secteur des colles est séparé des linoléums. En même temps, l’entreprise Continentale Linoleum Union est rebaptisée en Forbo. Pendant les deux décennies qui suivent, Forbo se développe sur les cinq continents[réf. nécessaire]. En 1994, Forbo reprend la société Siegling, basée à Hanovre et spécialisée dans les courroies d’entraînement et la technique de transport léger. Durant la seconde moitié des années 1990, les secteurs des revêtements muraux et laminés sont externalisés.
En 2000, le groupe se concentre sur les quatre secteurs d’activités : linoléum, vinyle, bandes en matière synthétique et colles[réf. souhaitée]. Les domaines industriels, parmi lesquels les profilés extrudés, les produits de décoration et les textiles enduits sont externalisés, tandis que le secteur moquette fait l’objet d’un rachat de l’entreprise par les salariés.
Pendant la première moitié des années 2000, le secteur des colles rachète la société Swift, opérant aux États-Unis, Europe et Asie. Les branches linoléum et vinyle fusionnent en Forbo Flooring. La production est assurée dans deux usines : à Krommenie en Hollande et à Kirkcaldy en Écosse. En 2006, Victa Technologies est repris. En 2012, le groupe se concentre sur les secteurs Flooring Systems et Movement Systems[réf. souhaitée].

## Condamnation
L'entreprise est condamnée en 2017 par l'Autorité de la concurrence et écope d'une sanction de 75 millions d'euros d'amende pour s'être entendue, pendant 25 ans, avec Tarkett et Gerflor sur les prix, les innovations, la stratégie et l'organisation commerciale.

## Actionnaires
Liste des principaux actionnaires au 7 novembre 2019.
| Michael Pieper                               | 29,5% |
| UBS AG (Investment Management)               | 5,43% |
| BWM                                          | 3,53% |
| UBS Asset Management Switzerland             | 3,38% |
| Mathias Ernst Schneider                      | 3,27% |
| JPMorgan Asset Management                    | 3,11% |
| Zürcher Kantonalbank (Investment Management) | 2,94% |
| Forbo Holding                                | 2,85% |
| Vontobel Asset Management                    | 2,31% |
| DWS Investments                              | 2,25% |